# Otto Wilhelm Hermann von Abich
Otto Wilhelm Hermann von Abich (Berlin, 11 décembre 1806 - Graz, 1er juillet 1886) est un minéralogiste et géologue prussien, membre de l'Académie Saint-Pétersbourg des sciences depuis 1866. 

## Biographie
Il est né à Berlin et étudie à l'université Humboldt. Son travail scientifique est lié aux spinelles et autres minéraux. Plus tard, il fait des études spéciales sur des fumerolles, des gisements de minéraux à travers les cheminées volcaniques, et la structure des volcans. En 1842, il est nommé professeur de minéralogie à l'Université de Tartu. Résidant depuis un certain temps à Tiflis, il étudie la géologie des montagnes arméniennes et du Caucase. En 1844 et 1845, il grimpe à plusieurs reprises sur le volcan Ararat, étudie l'événement géologique de 1840 qui est centré sur l'Ararat (village Akori). En 1877, il se retire à Vienne, où il meurt. Le minéral Abichite est nommé en son honneur.

## Œuvre
- Aus kaukasischen Ländern